# Иван Обрадовић
Иван Обрадовић (Обреновац, 25. јул 1988) бивши је српски фудбалер. Играо је на позицији левог бека.

## Клупска каријера
Обрадовић је у Партизан дошао 1997. године након чега је прошао све млађе категорије овог клуба. Деби у сениорском фудбалу је имао у Партизановој филијали Телеоптику током сезоне 2006/07. у Српској лиги Београд. Свој деби у првом тиму Партизана је имао 22. априла 2007. у првенственом сусрету против Војводине. Свој први професионални уговор са Партизаном је потписао 7. јуна 2007. године. Са Партизаном је освојио две дупле круне, у сезонама 2007/08. и 2008/09. а одиграо је укупно 55 првенствених сусрета на којима је постигао један гол.
У августу 2009. године је потписао петогодишњи уговор са шпанском Сарагосом. Није успео да се наметне у овом клубу, а имао је и проблема са повредама па је за четири сезоне одиграо само 47 првенствених сусрета. У лето 2013. године је раскинуо сарадњу са Сарагосом. Након тога је неко време тренирао са београдским Радом, а касније је био на проби у холандском Витесеу али ипак није успео да потпише уговор.
У марту 2014. године Обрадовић је након пробе потписао уговор са белгијским прволигашем Мехеленом. Ту је играјући под стручном палицом тренера Александра Јанковића успео да оживи каријеру чији су развој успориле повреде. У сезони 2014/15. је био стандардан на позицији левог бека, неретко и левог крила, рачунајући сва такмичења одиграо је 43 утакмица, на којима је постигао два гола, а чак осам пута био у улози асистента.
У јуну 2015. је потписао четворогодишњи уговор са Андерлехтом. У најтрофејнијем белгијском клубу је провео наредне четири сезоне и за то време је одиграо 90 мечева у свим такмичењима. Постигао је један гол и уписао седам асистенција, а освојио је једно првенство и Суперкуп Белгије. Обрадовићев период у Андерлехту је имао успоне и падове. Био је стандардан по доласку из Мехелена, али је после петнаестак мечева доживео тешку повреду колена и покидао лигаменте због чега је пропустио већи део сезоне. У другој сезони се изборио за место у тиму, у трећој је био стандардан све до финиша, а у последњој је било најтурбулентније. Цео први део сезоне није био у конкуренцији за тим, потом је код новог тренера био стандардан, али се опет променио тренер и Обрадовић је изгубио место у тиму.
У јулу 2019. године је потписао уговор са Легијом из Варшаве. За овај клуб током сезоне 2019/20. није одиграо ни минут у првенству Пољске. Забележио је само један наступ у Купу, док је на терен излазио и шест пута у другом тиму Легије, који се такмичи у четвртом рангу такмичења. У јуну 2020. је споразумно раскинуо уговор са Легијом. Почетком октобра 2020, Обрадовић се вратио у Партизан, потписавши уговор до краја 2020/21. сезоне. У мају наредне године продужио је уговор на још годину дана. По одласку из Партизана окончао је професионалну каријеру.

## Репрезентација
Деби за сениорску репрезентацију Србије је имао 6. септембра 2008, у квалификационом мечу за Светско првенство 2010. против Фарских острва у Београду. Свој први гол у дресу репрезентације је постигао 15. октобра 2008. против Аустрије.
Био је учесник Светског првенства 2010. године у Јужној Африци.

### Голови за репрезентацију
| #  | Датум             | Место         | Противник | Гол | Резултат | Такмичење                                |
| -- | ----------------- | ------------- | --------- | --- | -------- | ---------------------------------------- |
| 1. | 15. октобар 2008. | Беч, Аустрија | Аустрија  | 0–3 | 1–3      | Квалификације за Светско првенство 2010. |

## Трофеји

### Партизан
- Суперлига Србије (2) : 2007/08, 2008/09.
- Куп Србије (2) : 2007/08, 2008/09.

### Андерлехт
- Првенство Белгије (1) : 2016/17.
- Суперкуп Белгије (1) : 2017.